# 612
Évszázadok: 6. század – 7. század – 8. század
Évtizedek: 560-as évek – 570-es évek – 580-as évek – 590-es évek – 600-as évek – 610-es évek – 620-as évek – 630-as évek – 640-es évek – 650-es évek – 660-as évek
Évek: 607 – 608 – 609 – 610 –  611 – 612 – 613 – 614 – 615 – 616 – 617

## Események

### Bizánci Birodalom
- Meghal Hérakleiosz császár felesége, Fabia Eudokia, állítólag epilepsziája miatt.
- A Kaiszareia Mazakában körbezárt perzsa csapatok felgyújtják a várost és sikerül kitörniük. Hérakleiosz Konstantinápolyba rendeli és leváltja Priszkosz főparancsnokot, akit azután árulásért elítélnek és kényszerítik hogy szerzetesként kolostorba vonuljon. A keleti hadak parancsnokságát a korábban már visszavonult Philippikosz kapja meg.
- Nikétasz egyiptomi kormányzó (Hérakliosz unokatestvére) Konstantinápolyba hozza Jézus ereklyéit: a szivacsot, amivel megitatták a kereszten és a lándzsát amivel szíven szúrták.

### Európa
- Kiújul a testvérháború a Meroving II. Theudebert austrasiai és II. Theuderic burgundiai király között. Theudebert Toulnál, majd Zülpichnél döntő vereséget szenved és fogságba esik. Theuderic átadja őt nagyanyjuknak, Brünhildának, akit Theudebert korábban elűzött az udvarából. Brünhilda fiával, Merovechhel együtt kolostorba záratja Theudebertet, ahol később mindkettejüket meggyilkolják. Austrasia kormányzását Theuderic veszi át.
- Theuderic győzelme miatt az általa korábban elűzött ír hittérítő, Columbanus Bregenzből Itáliába, Agilulf longobárd király udvarába menekül. Társa, Gallus betegsége miatt Alemanniában marad és remetekolostort alapít a későbbi, róla elnevezett híres apátság helyén.
- Meghal Gundemar, a vizigótok királya. Utódjául Sisebutot választják, aki elrendeli, hogy országában minden zsidó keresztelkedjék meg.

### Kína
- Jang császár több mint egymillió katonát mozgósítva megindítja háborúját a koreai Kogurjo ellen. A császár maga vezeti a hadműveleteket, minden akciót személyesen hagy jóvá. Emiatt az előrenyomulás lassú, a flotta és a hadsereg mozgása nem koordinált és az utánpótlás akadozik, a kínai katonák hamarosan már éheznek. A kogurjói csapatok gerillataktikával zaklatják az ellenséget, majd a Szalszu folyón való átkelésnél ráengedik a felduzzasztott vizet a főseregre és állítólag 300 ezren vesznek oda. A császár feladja a háborút és visszavonul.

## Születések
- május 3. – III. Kósztantinosz, bizánci császár
- Oswiu, northumbriai király

## Halálozások
- Gundemar, vizigót király
- II. Theudebert, frank király
- Fabia Eudokia, Hérakleiosz császár felesége

## Fordítás
- Ez a szócikk részben vagy egészben  a(z)   612 című angol Wikipédia-szócikk ezen változatának fordításán alapul.  Az eredeti cikk szerkesztőit annak laptörténete sorolja fel. Ez a jelzés csupán a megfogalmazás eredetét és a szerzői jogokat jelzi, nem szolgál a cikkben szereplő információk forrásmegjelöléseként.